# Souad Faress
Souad Adel Faress (sinh ngày 25 tháng 3 năm 1948)  là một nữ diễn viên sân khấu, đài phát thanh, truyền hình và điện ảnh Ghana. Cô được biết đến nhiều nhất với vai diễn trong những luật sư của bà Usha Gupta, trong dài chạy BBC Radio 4 sê-ri The Archers và với vai diễn Cao Priestess của Dosh Khaleen trong mùa thứ sáu của HBO loạt Game of Thrones.

## Tiểu sử
Faress sinh năm 1948 tại Accra, Ghana, với cha mẹ người Ireland và Syria. Cô học kịch ở Trường Âm nhạc và Kịch nghệ Guildhall và sống ở London. Cô đã khám phá viết kịch như một phương tiện kể từ trước năm 2004. Faress hoàn thành khóa học viết tại trường đại học giáo dục dành cho người lớn của Học viện Văn học Thành phố. Các kỹ năng khác của cô bao gồm khiêu vũ, cưỡi ngựa, cricket và yoga.

### Sự nghiệp
Faress xuất hiện trong hai tập của sê-ri BBC I, Claudius (1976) là một cô gái nô lệ (hét lửa) và là một vũ công tại bữa tiệc hôn nhân của Messalina (thứ hai và lớn) nhận ra quân đội đang đến để bắt giữ họ. Trong một lần xuất hiện đầu tiên của BBC, cô đóng vai nhân vật Selma trong 7 tập phim 'Chân trời' của Blake. Kể từ đó, Faress đã có những vai đáng kể trong các bộ phim như My Beautiful Laundrette (1985) và Sixth Happiness (1997), cũng như nhiều công việc sân khấu trên khắp Vương quốc Anh.
Vào tháng 10 năm 2001, cô xuất hiện một thời gian ngắn trên Coronation Street với tư cách là mẹ của Dev Alahan, Umila.
Souad Faress cũng xuất hiện với vai Old Rani trong sê-ri phim Những cuộc phiêu lưu của Sarah Jane The Mad Woman in the Attic vào tháng 10 năm 2009.
Vào tháng 10 năm 2014, nó đã được thông báo rằng Faress sẽ thực hiện trong vội vã bước, dịch Sharon Wood của "Passi Affrettati bởi Dacia Maraini. Tường thuật của vở kịch đã được chủ yếu có nguồn gốc từ Tổ chức Ân xá Quốc tế, là chủ đề quan trọng bao gồm hãm hiếp, giết người danh dự, buôn bán tình dục và các vấn đề khác bạo lực đối với phụ nữ.
Từ năm 2010 đến 2011, cô đóng vai bà của Jay Faldren, Maryam Shakiba, trong Casualty.
Faress xuất hiện trong một tập phim truyền hình điều dưỡng nổi tiếng No Angels với vai chính, dì của Anji Mittel Di. Faress xuất hiện ngắn gọn với tư cách là một bác sĩ bệnh viện trong "Cái chết của Jericho", tập đầu tiên của Thanh tra Morse.
Vào năm 2016, cô tham gia vào HBO loạt Game of Thrones trong Mùa 6 như High Priestess của Dosh Khaleen. Faress cũng sẽ xuất hiện trong bộ phim ngắn EncVers của ITV, "bản chuyển thể lỏng lẻo của hồi ký của CEO Ann Summers Jacqueline Gold, Good Vibrations." 